# Dodonaea ptarmicifolia
Dodonaea ptarmicifolia är en kinesträdsväxtart som beskrevs av Porphir Kiril Nicolai Stepanowitsch Turczaninow. Dodonaea ptarmicifolia ingår i släktet Dodonaea och familjen kinesträdsväxter. Inga underarter finns listade i Catalogue of Life.